# 竹内一加
竹内 一加（たけうち いちか、2011年〈平成23年〉6月14日 - ）は、日本の子役。ヒラタビーンズ所属。

## 出演

### ドラマ
- 仮面ライダーセイバー 第1話（2020年9月6日、テレビ朝日）
- NHK連続テレビ小説「エール」第22週（2020年11月9日～11日、NHK総合） - 三上明男役
- 機界戦隊ゼンカイジャー 第17話（2021年6月27日、テレビ朝日） - 万里 役
- ＃家族募集します 第1話 （2021年7月9日、TBS） - 赤城俊平（幼少期）役
- ドクターホワイト 第3話（2022年1月31日、フジテレビ） - 小児患者 役

### 映画
- たまゆら (2018年)
- バーティカルシアターアプリ Smash.『スマホラー　ちゃんと食べる』監督：中神円（2021年6月11日～配信）
- MIRRORLIAR FILMS Season3『絶滅危惧種』なべちゃん役　監督：野崎浩貴（2022年5月6日公開）

### CM
- 日清フーズ「マ・マー早ゆでスパゲッティ」進化するおいしさ篇(2014年〜2016年)
- 講談社「週刊 鉄腕アトムをつくろう」(2017年〜2018年)
- ユーキャン「F　2021」（2021年1月～2021年3月）
- 大正製薬「リポビタンキッズゼリー」（2021年2月～）
- IAI「サイクルタイムが短くなる篇」「寿命が長い篇」「生産性を高める篇」（2021年7月～）
- アキュラホーム「超空間」（2021年11月～）

### スチール
- ニチレイ「お弁当おかず」(2018年)